# Ilha do Frade (Vitória)
Ilha do Frade é uma ilha-bairro nobre, de classe alta, de Vitória.
Com uma área de 423.278 m², está ligada à Ilha de Vitória por uma ponte. É cercada de pedras e ocupada por mansões e residências luxuosas, com pequenas faixas de areia transformadas em praias.  A mais freqüentada delas é a praia das Castanheiras.
Em 2011, a renda mensal média dos moradores da Ilha do Frade foi a maior de Vitória e do demais bairros brasileiros, sendo de R$ 35.035,32. Entretanto, vale ressaltar que o que contribuiu para o valor tão alto foi o seu baixo número de residentes, 418 habitantes naquela época.
Atualmente, o bairro é considerado um dos mais exclusivos de Vitória, possuindo o metro quadrado mais caro da capital.

Parte dos rochedos da ilha. À esquerda o bairro Ilha do Boi e nos fundos o bairro Enseada do Suá.

Com usos diversos, essa Unidade de Conservação foi criada para assegurar a preservação dos lagos e dos recursos naturais marinhos representado por bancos genéticos de algas, crustáceos e moluscos.
A implantação do loteamento ocasionou a rápida descaracterização da Ilha do Frade e dos seus recursos naturais. A categoria de manejo na qual está inserida permite a ocupação do solo para fins diversos, porém mantém os atributos naturais da região, que devem ser usados racionalmente para garantir a perpetuidade das espécies.
Em 2011 uma casa na Ilha do Frade virou set do filme hollywoodiano Open Road. Lá Andy Garcia, Camilla Belle, Collin Egglesfield, Carol Castro e Cristiane Torloni gravaram cenas do filme, com a direção de Márcio Garcia.